# Filmjahr 1973
Liste der Filmjahre

◄◄ | ◄ | 1969 | 1970 | 1971 | 1972 | Filmjahr 1973 | 1974 | 1975 | 1976 | 1977 | ► | ►►

Weitere Ereignisse

## Ereignisse
- 14. März: In den USA startet der Musicalfilm Lost Horizon (deutsch: Der verlorene Horizont), der zu den größten Flops der Kino-Geschichte zählt.
- 15. März: Mit der Uraufführung des Erotikstreifens Liebesgrüße aus der Lederhose wird das Genre der Lederhosenfilme begründet.
- 25. Mai: Der Spielfilm Das große Fressen (La grande bouffe) von Marco Ferreri verursacht bei den Filmfestspielen in Cannes einen Skandal.
- 26. Dezember: Der Film Der Exorzist kommt in den Vereinigten Staaten in die Kinos.
- United Artists übernimmt den Filmvertrieb des Hollywood-Studios Metro-Goldwyn-Mayer.
- Das American Filminstitute vergibt erstmals den AFI Life Achievement Award. Erster Preisträger ist John Ford.
- Januar – Die Sieger der BRAVO Otto Leserwahl 1973
  - Kategorie – männlicher Filmstar: Gold Ron Ely, Silber Ryan O’Neal, Bronze Terence Hill
  - Kategorie – weiblicher Filmstar: Gold Uschi Glas, Silber Ali MacGraw, Bronze Heidi Hansen

## Erfolgreichste Filme

### In Deutschland
Die zehn erfolgreichsten Filme an den deutschen Kinokassen nach Besucherzahlen (Stand: 24. November 2018):
| Platz | Filmtitel                                                                       | Besucher  |
| ----- | ------------------------------------------------------------------------------- | --------- |
| 1.    | Papillon                                                                        | 6.427.961 |
| 2.    | Zwei Himmelhunde auf dem Weg zur Hölle                                          | 6.427.961 |
| 3.    | Mein Name ist Nobody                                                            | 6.287.013 |
| 4.    | James Bond 007 – Leben und sterben lassen                                       | 6.000.000 |
| 5.    | Der letzte Tango in Paris                                                       | 5.200.000 |
| 6.    | Auch die Engel essen Bohnen                                                     | 3.500.000 |
| 7.    | Das große Fressen                                                               | 3.080.175 |
| 8.    | Der große Blonde mit dem schwarzen Schuh                                        | 3.000.000 |
| 9.    | Die Abenteuer des Rabbi Jacob                                                   | 2.500.000 |
| 10.   | Was Sie schon immer über Sex wissen wollten, aber bisher nicht zu fragen wagten | 2.000.000 |

### In den USA und Kanada
Die zehn erfolgreichsten Filme an den nordamerikanischen Kinokassen nach Einspielergebnis.
| Platz | Filmtitel               | Einspielergebnis in US-Dollar |
| ----- | ----------------------- | ----------------------------- |
| 1.    | The Exorcist            | 88.500.000                    |
| 2.    | The Sting               | 79.000.000                    |
| 3.    | American Graffiti       | 55.900.000                    |
| 4.    | Papillon                | 22.500.000                    |
| 5.    | The Way We Were         | 22.457.000                    |
| 6.    | Magnum Force            | 20.100.000                    |
| 7.    | Last Tango in Paris     | 16.711.000                    |
| 8.    | Paper Moon              | 16.559.000                    |
| 9.    | Live and Let Die        | 15.925.000                    |
| 10.   | The Devil in Miss Jones | 15.000.000                    |

### In anderen Staaten
Die erfolgreichsten Filme in anderen Staaten
| Land                   | Filmtitel                    | Besucher oder Einspielergebnis (in US-Dollar) |       |
| ---------------------- | ---------------------------- | --------------------------------------------- | ----- |
| Sowjetunion            | Reiter ohne Kopf             | 64.900.000 Besucher                           | [ 4 ] |
| Vereinigtes Königreich | Live and Let Die             | 9.000.000 Besucher                            | [ 5 ] |
| Indien                 | Bobby                        | 14.210.000                                    | [ 6 ] |
| Italien                | Malizia                      | 11.756.327 Besucher                           |       |
| Frankreich             | Les Aventures de Rabbi Jacob | 7.295.727 Besucher                            |       |

### Weltweit
| Platz | Filmtitel         | Einspielergebnis in US-Dollar |               |
| ----- | ----------------- | ----------------------------- | ------------- |
| 1.    | The Exorcist      | 441.306.145                   | [ 7 ]         |
| 2.    | Enter the Dragon  | 400.000.000                   | [ 8 ]         |
| 3.    | Live and Let Die  | 161.800.000                   | [ 9 ]         |
| 4.    | American Graffiti | 140.000.000                   | [ 10 ]        |
| 5.    | Bobby             | 39.000.000                    | [ 11 ] [ 12 ] |

## Filmpreise

### Golden Globe Award
Am 28. Januar findet im Century Plaza Hotel in Los Angeles die Golden-Globe-Verleihung statt.
- Bestes Drama: Der Pate von Francis Ford Coppola
- Bestes Musical/Komödie: Cabaret von Bob Fosse
- Bester Schauspieler (Drama): Marlon Brando in Der Pate
- Beste Schauspielerin (Drama): Liv Ullmann in Emigranten
- Bester Schauspieler (Musical/Komödie): Jack Lemmon in Avanti, Avanti!
- Beste Schauspielerin (Musical/Komödie): Liza Minnelli in Cabaret
- Bester Nebendarsteller: Joel Grey in Cabaret
- Beste Nebendarstellerin: Shelley Winters in Die Höllenfahrt der Poseidon
- Bester Regisseur: Francis Ford Coppola für Der Pate
- Beste Musik: Nino Rota für Der Pate
- Cecil B. DeMille Award: Samuel Goldwyn

### Oscarverleihung 1973
Die Oscarverleihung findet am 27. März im Dorothy Chandler Pavilion in Los Angeles statt.
- Bester Film: Der Pate von Francis Ford Coppola
- Bester Hauptdarsteller: Marlon Brando in Der Pate
- Beste Hauptdarstellerin: Liza Minnelli in Cabaret
- Bester Regisseur: Bob Fosse für Cabaret
- Bester Nebendarsteller: Joel Grey in Cabaret
- Beste Nebendarstellerin: Eileen Heckart in Schmetterlinge sind frei
- Bester fremdsprachige Film: Der diskrete Charme der Bourgeoisie von Luis Buñuel
- Bester Song: „The Morning After“ von Joel Hirschhorn, Al Kasha

### Internationale Filmfestspiele von Cannes 1973
Das Festival beginnt am 10. Mai und endet am 25. Mai. Die Jury unter Präsidentin Ingrid Bergman vergibt folgende Preise:
- Goldene Palme: Botschaft für Lady Franklin von Alan Bridges und Asphalt-Blüten von Jerry Schatzberg
- Bester Schauspieler: Giancarlo Giannini in Liebe und Anarchie
- Beste Schauspielerin: Joanne Woodward in Die Wirkung von Gammastrahlen auf Ringelblumen

### Internationale Filmfestspiele Berlin 1973
Das Festival beginnt am 22. Juni und endet am 3. Juli. Die Jury vergibt folgende Preise:
- Goldener Bär: Ferner Donner von Satyajit Ray

### Deutscher Filmpreis
- Bester Film: Die Sachverständigen von Norbert Kückelmann
- Beste Hauptdarstellerin: Margit Carstensen für Die bitteren Tränen der Petra von Kant und Eva Mattes für Die bitteren Tränen der Petra von Kant und Wildwechsel
- Bester Hauptdarsteller: Klaus Schwarzkopf für Alle Menschen werden Brüder und Walter Sedlmayr für Theodor Hierneis oder Wie man ehem. Hofkoch wird

### Society of Film and Television Arts Awards
- Bester Film: Cabaret von Bob Fosse
- Beste Regie: Bob Fosse für Cabaret
- Bester Hauptdarsteller: Gene Hackman für French Connection – Brennpunkt Brooklyn und Höllenfahrt der Poseidon
- Beste Hauptdarstellerin: Liza Minnelli für Cabaret
- Bester Nebendarsteller: Ben Johnson für Die letzte Vorstellung
- Beste Nebendarstellerin: Cloris Leachman für Die letzte Vorstellung

### Étoile de Cristal
- Bester Film: Une larme dans l'océan von Henri Glaeser
- Bester Darsteller: Roland Dubillard in Quelque part quelqu'un
- Beste Darstellerin: Marie Dubois in Die Landvermesser
- Bester ausländischer Film: Miklós Jancsó für sein Gesamtwerk
- Bester ausländischer Darsteller: Bud Cort in Harold und Maude
- Beste ausländische Darstellerin: Lea Massari für ihr Gesamtwerk

### New York Film Critics Circle Award
- Bester Film: Die amerikanische Nacht von François Truffaut
- Beste Regie: François Truffaut für Die amerikanische Nacht
- Bester Hauptdarsteller: Marlon Brando in Der letzte Tango in Paris
- Beste Hauptdarstellerin: Joanne Woodward in Sommerwünsche – Winterträume
- Bester Nebendarsteller: Robert De Niro in Das letzte Spiel
- Beste Nebendarstellerin: Valentina Cortese in Die amerikanische Nacht

### National Board of Review
- Bester Film: Der Clou von George Roy Hill
- Beste Regie: Ingmar Bergman für Schreie und Flüstern
- Bester Hauptdarsteller: Al Pacino in Serpico und Robert Ryan in The Iceman Cometh
- Beste Hauptdarstellerin: Liv Ullmann in Das neue Land
- Bester Nebendarsteller: John Houseman in Die Zeit der Prüfungen
- Beste Nebendarstellerin: Sylvia Sidney in Sommerwünsche – Winterträume
- Bester fremdsprachiger Film: Schreie und Flüstern von Ingmar Bergman

### Weitere Filmpreise und Auszeichnungen
- AFI Life Achievement Award: John Ford
- David di Donatello: Alfredo, Alfredo und Ludwig II. (Bester italienischer Film) und Der Pate (Bester ausländischer Film)
- Deutscher Kritikerpreis: Wolf Gremm
- Directors Guild of America Award: Francis Ford Coppola für Der Pate, David Lean und William A. Wellman (jeweils Preise für ihr Lebenswerk)
- Ernst-Lubitsch-Preis: Robert van Ackeren für Harlis
- Guldbagge: Schreie und Flüstern von Ingmar Bergman
- Louis-Delluc-Preis: Der Uhrmacher von St. Paul von Bertrand Tavernier
- Nastro d’Argento: Der letzte Tango in Paris von Bernardo Bertolucci und Clockwork Orange von Stanley Kubrick
- National Society of Film Critics Award: Der diskrete Charme der Bourgeoisie von Luis Buñuel
- Preis der deutschen Filmkritik: Liebe Mutter, mir geht es gut von Christian Ziewer und Die Wollands von Marianne Lüdcke und Ingo Kratisch
- Festival Internacional de Cine de Donostia-San Sebastián: Der Geist des Bienenstocks von Víctor Erice (Goldene Muschel)
- Writers Guild of America Award: Bill McKay – Der Kandidat (Bestes Original-Drehbuch-Drama), Is’ was, Doc? (Bestes Original-Drehbuch-Komödie), Der Pate (Bestes adaptiertes Drehbuch-Drama), Cabaret (Bestes adaptiertes Drehbuch-Komödie), William Rose (Lebenswerk)

## Geburtstage

### Januar bis März
Januar

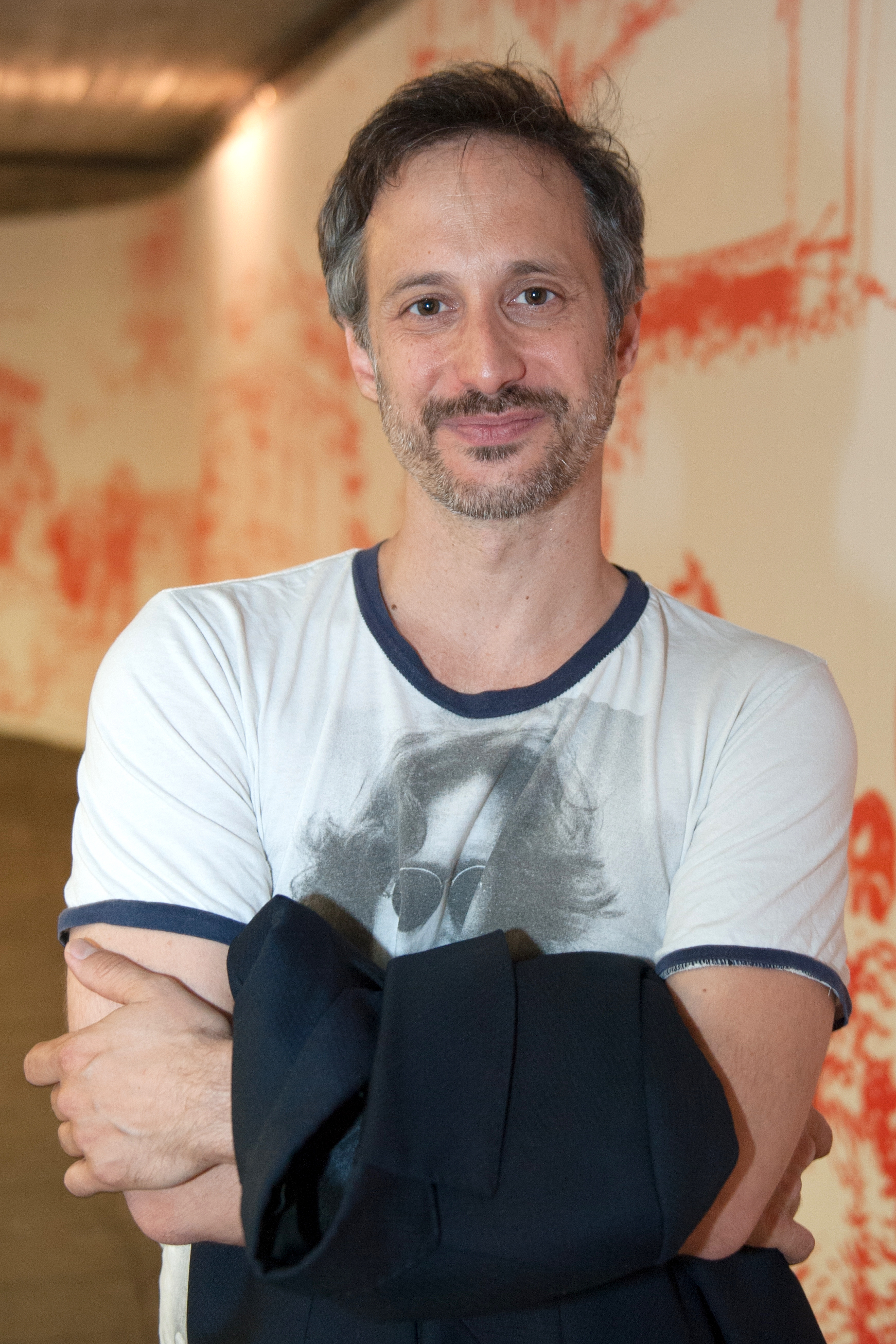
Michael Ostrowski (* 3. Januar)

- 03. Januar: Michael Ostrowski, österreichischer Schauspieler
- 04. Januar: Harmony Korine, US-amerikanischer Regisseur und Drehbuchautor
- 04. Januar: Carolina Vera, deutsche Schauspielerin und Synchronsprecherin
- 06. Januar: Edoardo Ponti, italienischer Regisseur und Drehbuchautor
- 09. Januar: Angela Bettis, US-amerikanische Schauspielerin
- 10. Januar: Jakob Cedergren, dänischer Schauspieler
- 10. Januar: Éléonore Faucher, französische Filmregisseurin und Drehbuchautorin († 2023)
- 16. Januar: Josie Davis, US-amerikanische Schauspielerin
- 26. Januar: Jennifer Crystal, US-amerikanische Schauspielerin
- 26. Januar: Melvil Poupaud, französischer Schauspieler
- 31. Januar: Nadja Klier, deutsche Standfotografin und Kinderdarstellerin
- 31. Januar: Portia de Rossi, australische Schauspielerin

Februar
- 09. Februar: Colin Egglesfield, US-amerikanischer Schauspieler
- 11. Februar: Jeon Do-yeon, koreanische Schauspielerin
- 15. Februar: Hanna Zetterberg, schwedische ehemalige Kinderdarstellerin und Politikerin
- 18. Februar: Vanessa Bauche, mexikanische Schauspielerin
- 20. Februar: Andrea Savage, US-amerikanische Schauspielerin
- 24. Februar: Lars Kraume, deutscher Regisseur
- 25. Februar: Anson Mount, US-amerikanischer Schauspieler
- 26. Februar: Małgorzata Szumowska, polnische Regisseurin

März
- 01. März: Jack Davenport, britischer Schauspieler
- 04. März: Len Wiseman, US-amerikanischer Regisseur und Drehbuchautor
- 09. März: Rona Hartner, rumänische Schauspielerin, Sängerin, Komponistin und Texterin († 2023)
- 16. März: Florian Lukas, deutscher Schauspieler
- 20. März: Jane March, britische Schauspielerin
- 21. März: Vanessa Branch, US-amerikanische Schauspielerin
- 24. März: Jim Parsons, US-amerikanischer Schauspieler
- 29. März: T. R. Knight, US-amerikanischer Schauspieler

### April bis Juni
April

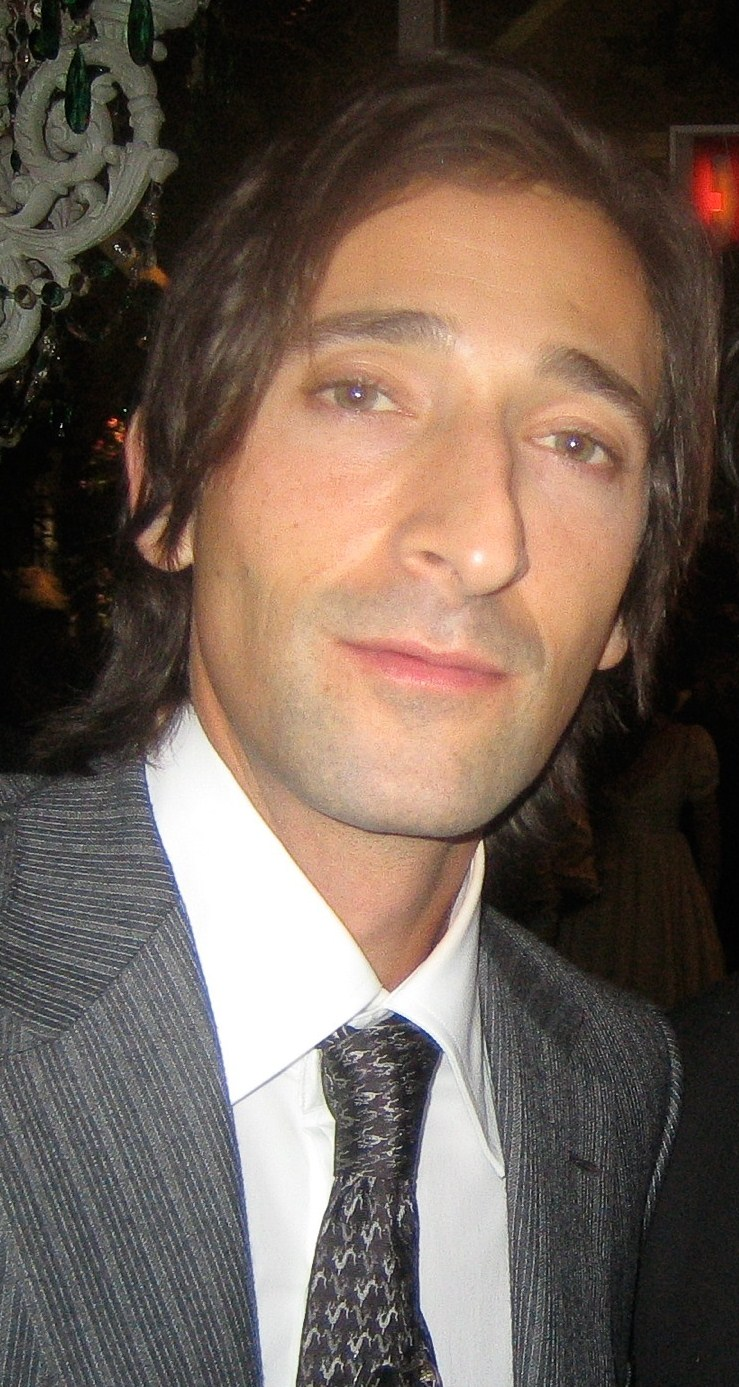
Adrien Brody (* 14. April)

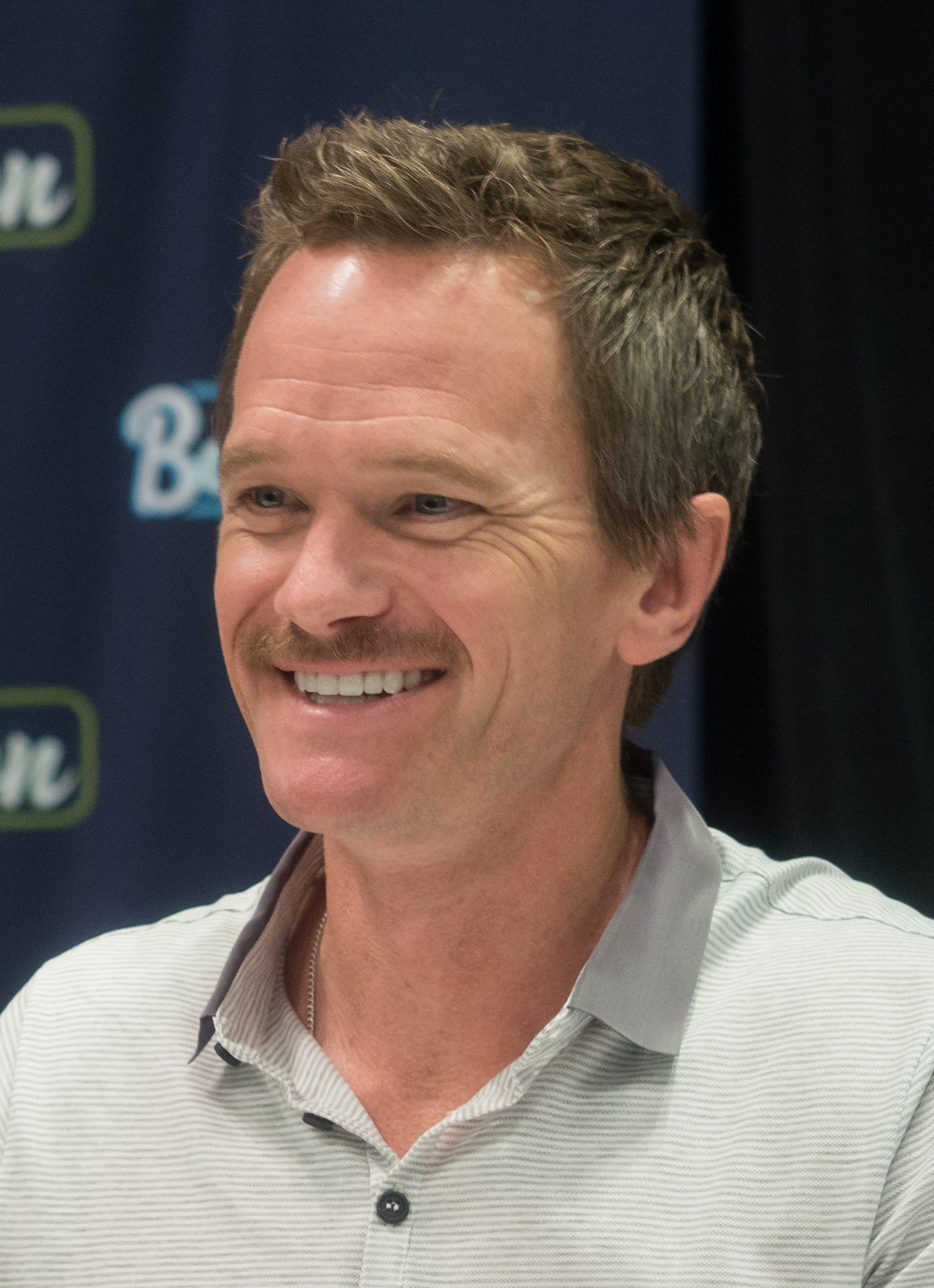
Neil Patrick Harris (* 15. Juni)

- 02. April: Roselyn Sánchez, puerto-ricanische Schauspielerin
- 03. April: Jamie Bamber, britischer Schauspieler
- 03. April: Matthew Ferguson, kanadischer Schauspieler
- 03. April: Adam Scott, US-amerikanischer Schauspieler
- 05. April: Élodie Bouchez, französische Schauspielerin
- 06. April: Lori Heuring, US-amerikanische Schauspielerin
- 08. April: Emma Caulfield, US-amerikanische Schauspielerin
- 11. April: Jennifer Esposito, US-amerikanische Schauspielerin
- 10. April: Guillaume Canet, französischer Schauspieler und Regisseur
- 14. April: Adrien Brody, US-amerikanischer Schauspieler
- 16. April: Constanze Lindner, deutsche Schauspielerin, Kabarettistin und Synchronsprecherin
- 21. April: Nadeshda Brennicke, deutsche Schauspielerin
- 24. April: Damon Lindelof, US-amerikanischer Drehbuchautor und Produzent
- 28. April: Elisabeth Röhm, deutsch-amerikanische Schauspielerin

Mai
- 01. Mai: Susanne Wolff, deutsche Schauspielerin
- 02. Mai: Florian Henckel von Donnersmarck, deutscher Regisseur
- 03. Mai: Jennifer Tung, US-amerikanischer Schauspieler
- 11. Mai: James Haven Voight, US-amerikanischer Schauspieler
- 17. Mai: Sasha Alexander, US-amerikanische Film- und Fernsehschauspielerin
- 22. Mai: Nikolaj Lie Kaas, dänischer Schauspieler
- 25. Mai: Molly Sims, US-amerikanische Schauspielerin

Juni
- 01. Juni: Anna Thalbach, deutsche Schauspielerin
- 04. Juni: Sonsee Neu, deutsche Schauspielerin
- 08. Juni: Lexa Doig, kanadische Schauspielerin
- 10. Juni: Faith Evans, US-amerikanische Schauspielerin
- 13. Juni: Kathrin Resetarits, österreichische Schauspielerin und Regisseurin
- 15. Juni: Neil Patrick Harris, US-amerikanischer Schauspieler
- 18. Juni: Julie Depardieu, französische Schauspielerin
- 20. Juni: Tom Wlaschiha, deutscher Schauspieler und Synchronsprecher
- 21. Juni: Juliette Lewis, US-amerikanische Schauspielerin
- 23. Juni: Joris Gratwohl, schweizerischer Schauspieler
- 27. Juni: Elena Lyons, US-amerikanische Schauspielerin
- 28. Juni: Carsten Bjørnlund, dänischer Schauspieler

### Juli bis September
Juli

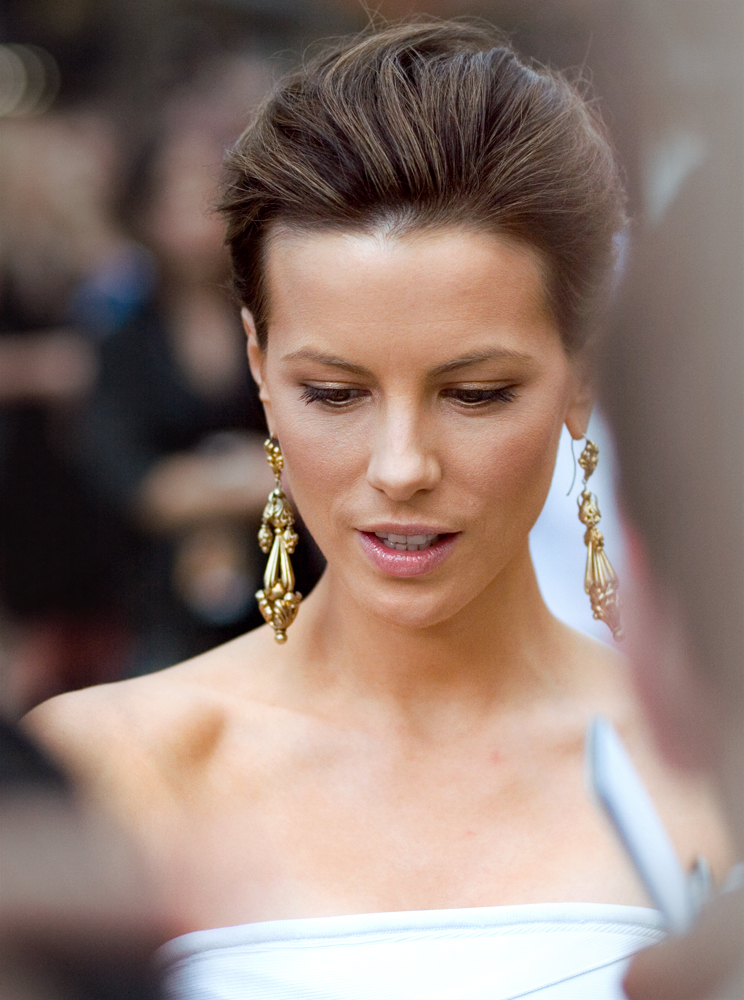
Kate Beckinsale (* 26. Juli)

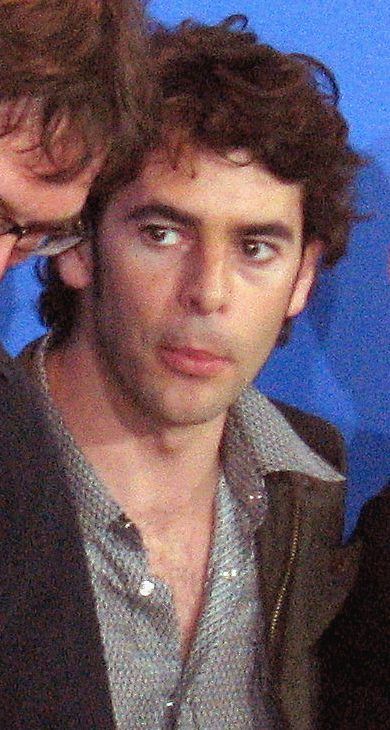
Eduardo Noriega (* 1. August)

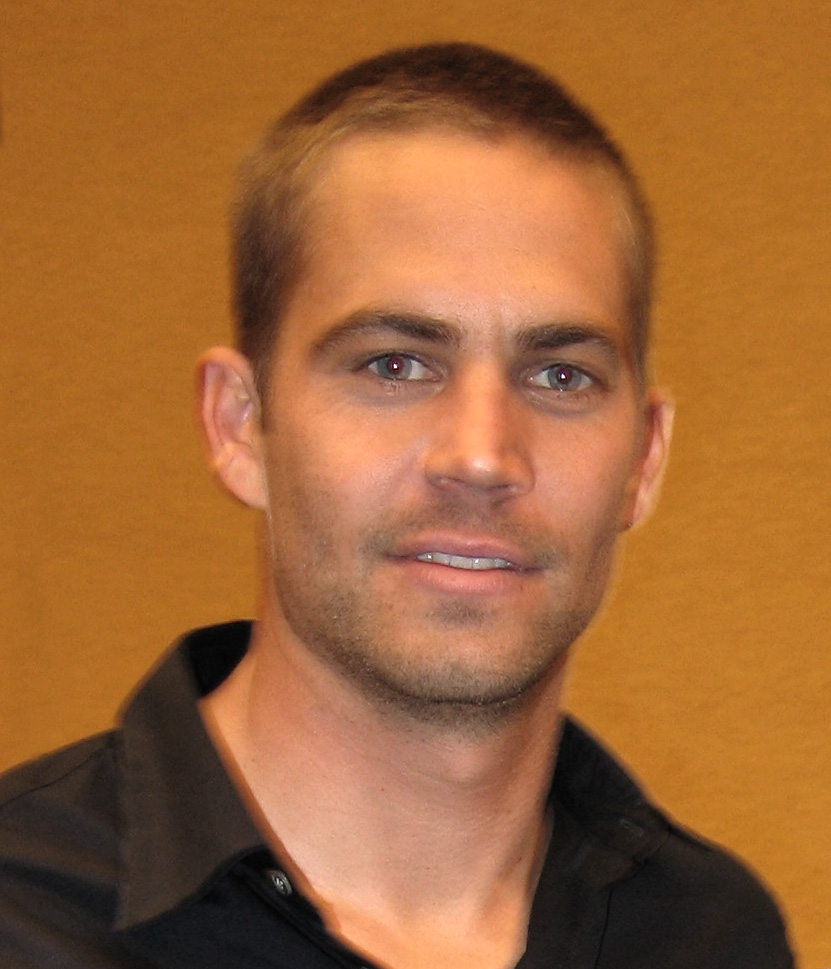
Paul Walker (* 12. September)

- 02. Juli: Simon Hatzl, österreichischer Schauspieler
- 03. Juli: Patrick Wilson, US-amerikanischer Schauspieler
- 07. Juli: Troy Garity, US-amerikanischer Schauspieler
- 09. Juli: Enrique Murciano, US-amerikanischer Schauspieler
- 10. Juli: Marisa Burger, deutsche Schauspielerin
- 14. Juli: Candela Peña, spanische Schauspielerin
- 15. Juli: Brian Austin Green, US-amerikanischer Schauspieler
- 19. Juli: Saïd Taghmaoui, französischer Schauspieler
- 23. Juli: Omar Epps, US-amerikanischer Schauspieler
- 23. Juli: Kathryn Hahn, US-amerikanische Schauspielerin
- 24. Juli: Ana Cristina de Oliveira, portugiesisch-amerikanische Schauspielerin
- 25. Juli: Michael C. Williams, US-amerikanischer Schauspieler
- 26. Juli: Kate Beckinsale, britische Schauspielerin
- 29. Juli: Stephen Dorff, US-amerikanischer Schauspieler

August
- 01. August: Eduardo Noriega, spanischer Schauspieler
- 03. August: Michael Ealy, US-amerikanischer Schauspieler
- 03. August: Stephen Graham, britischer Schauspieler
- 06. August: Vera Farmiga, US-amerikanische Schauspielerin
- 08. August: Senta Moses, US-amerikanische Schauspielerin
- 23. August: Jermaine Hopkins, US-amerikanischer Schauspieler
- 24. August: Carmine Giovinazzo, US-amerikanischer Schauspieler
- 24. August: Barret Oliver, US-amerikanischer Schauspieler
- 25. August: Fatih Akın, deutsch-türkischer Regisseur
- 28. August: Kirby Morrow, kanadischer Schauspieler und Synchronsprecher († 2020)
- 28. August: J. August Richards, US-amerikanischer Schauspieler
- 29. August: Daniel Burman, argentinischer Regisseur
- 29. August: Derek Meister, deutscher Drehbuchautor

September
- 02. September: Katt Williams, US-amerikanischer Schauspieler
- 04. September: Jason David Frank, US-amerikanischer Schauspieler († 2022)
- 04. September: Kirill Pirogow, russischer Schauspieler
- 05. September: Paddy Considine, britischer Schauspieler
- 05. September: Rose McGowan, US-amerikanische Schauspielerin
- 07. September: Shannon Elizabeth, US-amerikanische Schauspielerin
- 12. September: Paul Walker, US-amerikanischer Schauspieler († 2013)
- 18. September: James Marsden, US-amerikanischer Schauspieler
- 25. September: Bridgette Wilson, US-amerikanische Schauspielerin
- 26. September: Maria Bonnevie, norwegisch-schwedische Schauspielerin

### Oktober bis Dezember
Oktober

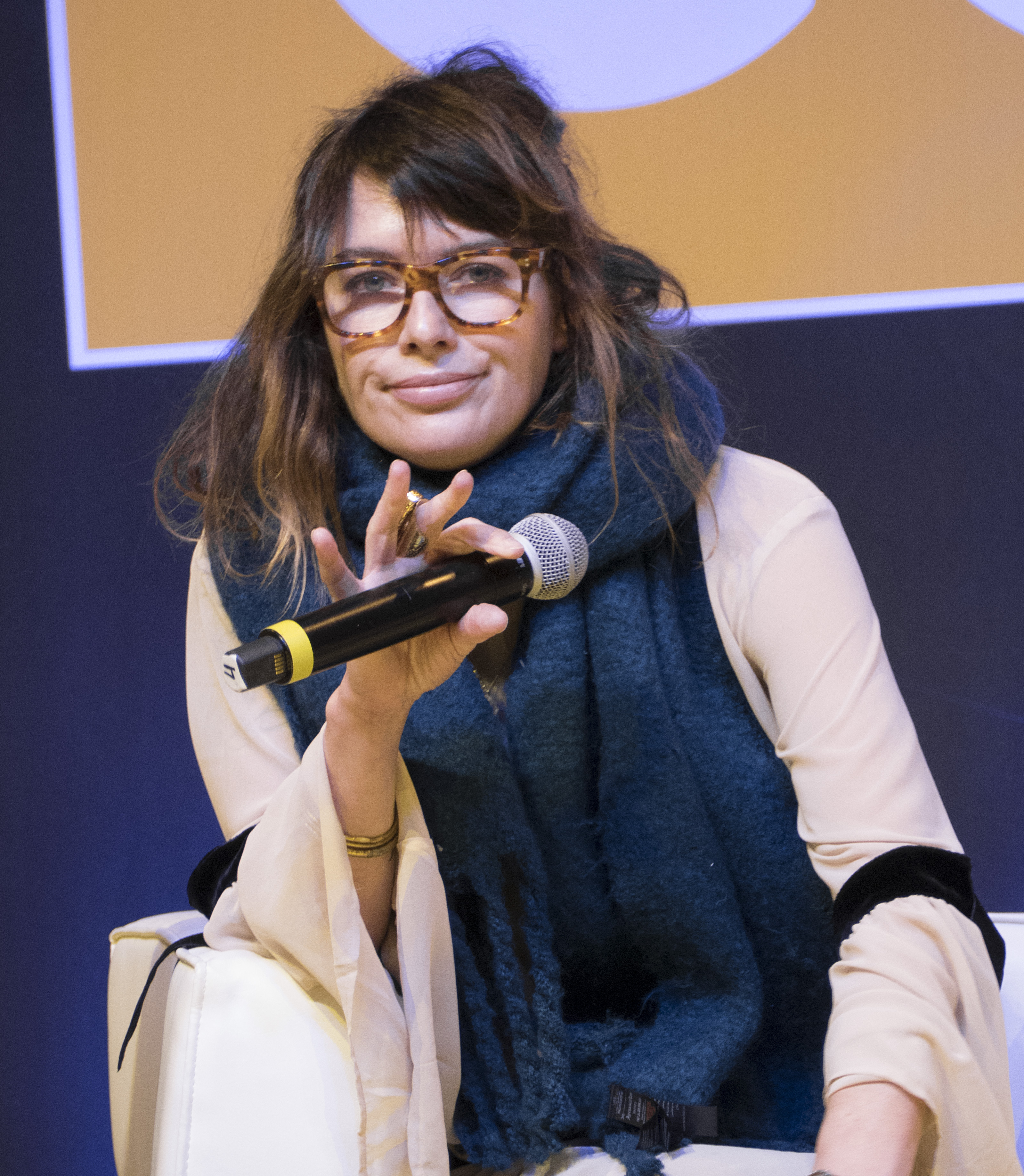
Lena Headey (* 3. Oktober)

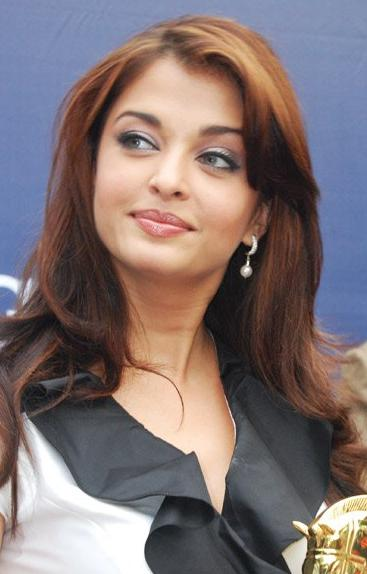
Aishwarya Rai (* 1. November)

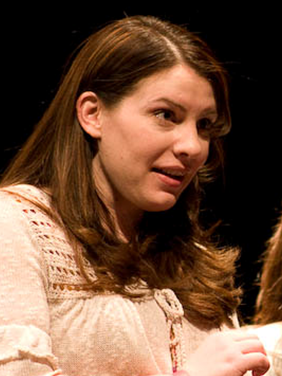
Stephenie Meyer (* 24. Dezember)

- 01. Oktober: Devid Striesow, deutscher Schauspieler
- 03. Oktober: Keiko Agena, US-amerikanische Schauspielerin
- 03. Oktober: Hedy Burress, US-amerikanische Schauspielerin
- 03. Oktober: Neve Campbell, kanadische Schauspielerin
- 03. Oktober: Lena Headey, britische Schauspielerin
- 04. Oktober: Dennis Gansel, deutscher Regisseur
- 06. Oktober: Ioan Gruffudd, walisischer Schauspieler
- 09. Oktober: Erin Daniels, US-amerikanische Schauspielerin
- 16. Oktober: Philipp Hochmair, österreichischer Schauspieler
- 16. Oktober: Eva Röse, schwedische Schauspielerin
- 18. Oktober: Sergei Besrukow, russischer Schauspieler
- 25. Oktober: Michael Weston, US-amerikanischer Schauspieler
- 29. Oktober: Trevor Lissauer, US-amerikanischer Schauspieler

November
- 01. November: Aishwarya Rai, indische Schauspielerin
- 02. November: Marisol Nichols, US-amerikanische Schauspielerin
- 03. November: Sticky Fingaz, US-amerikanischer Schauspieler und Rapper
- 06. November: Susan Downey, US-amerikanische Schauspielerin
- 12. November: Radha Mitchell, australische Schauspielerin
- 14. November: Matt Cedeño, US-amerikanischer Schauspieler
- 15. November: Sydney Tamiia Poitier, US-amerikanische Schauspielerin
- 24. November: Paola Cortellesi, italienische Schauspielerin und Moderatorin
- 26. November: Peter Facinelli, US-amerikanischer Schauspieler
- 27. November: Tadanobu Asano, japanischer Schauspieler
- 27. November: Samantha Harris, US-amerikanische Schauspielerin

Dezember
- 07. Dezember: Kenny Easterday, US-amerikanischer Schauspieler († 2016)
- 24. Dezember: Stephenie Meyer, US-amerikanische Autorin und Produzentin
- 27. Dezember: Wanja Mues, deutscher Schauspieler
- 30. Dezember: Jason Behr, US-amerikanischer Schauspieler
- 30. Dezember: Chris Fisher, US-amerikanischer Regisseur und Produzent
- 30. Dezember: Maureen Flannigan, US-amerikanische Schauspielerin

### Tag unbekannt
- Kieran O’Brien, britischer Schauspieler
- Sonja Romei, österreichische Schauspielerin

## Verstorbene

### Januar bis März
Januar

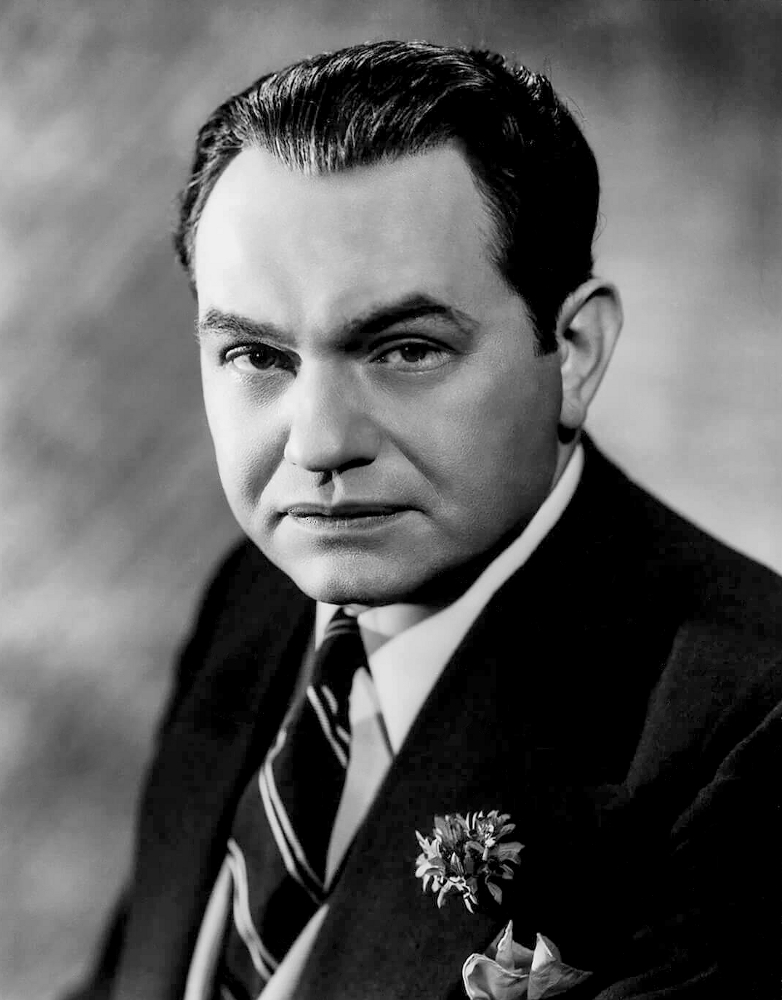
Edward G. Robinson (1893–1973)

- 24. Januar: J. Carrol Naish, US-amerikanischer Schauspieler (* 1896)
- 26. Januar: Edward G. Robinson, US-amerikanischer Schauspieler (* 1893)
- 28. Januar: John Banner, US-amerikanisch-österreichischer Schauspieler (* 1910)
- 29. Januar: Ludwig Stössel, österreichischer Schauspieler (* 1883)

Februar
- 15. Februar: Tim Holt, US-amerikanischer Schauspieler (* 1919)
- 16. Februar: Max Mack, deutscher Filmpionier (* 1884)
- 17. Februar: Adelheid Seeck, deutsche Schauspielerin (* 1912)
- 22. Februar: Katina Paxinou, griechische Schauspielerin (* 1900)
- 24. Februar: Robert A. Stemmle, deutscher Drehbuchautor und Regisseur (* 1903)
- 28. Februar: Cecil Kellaway, US-amerikanischer Schauspieler (* 1893)

März
- 05. März: Rupert Crosse, britischer Schauspieler (* 1927)
- 06. März: Alexander Ptuschko, sowjetischer Regisseur (* 1900)
- 10. März: Robert Siodmak, deutscher Regisseur (* 1900)
- 23. März: Ken Maynard, US-amerikanischer Stuntman und Schauspieler (* 1895)
- 26. März: Noël Coward, britischer Schriftsteller und Schauspieler (* 1899)
- 27. März: Michail Kalatosow, georgisch-russischer Regisseur (* 1903)
- 31. März: Melville Cooper, britischer Schauspieler (* 1896)

### April bis Juni
April

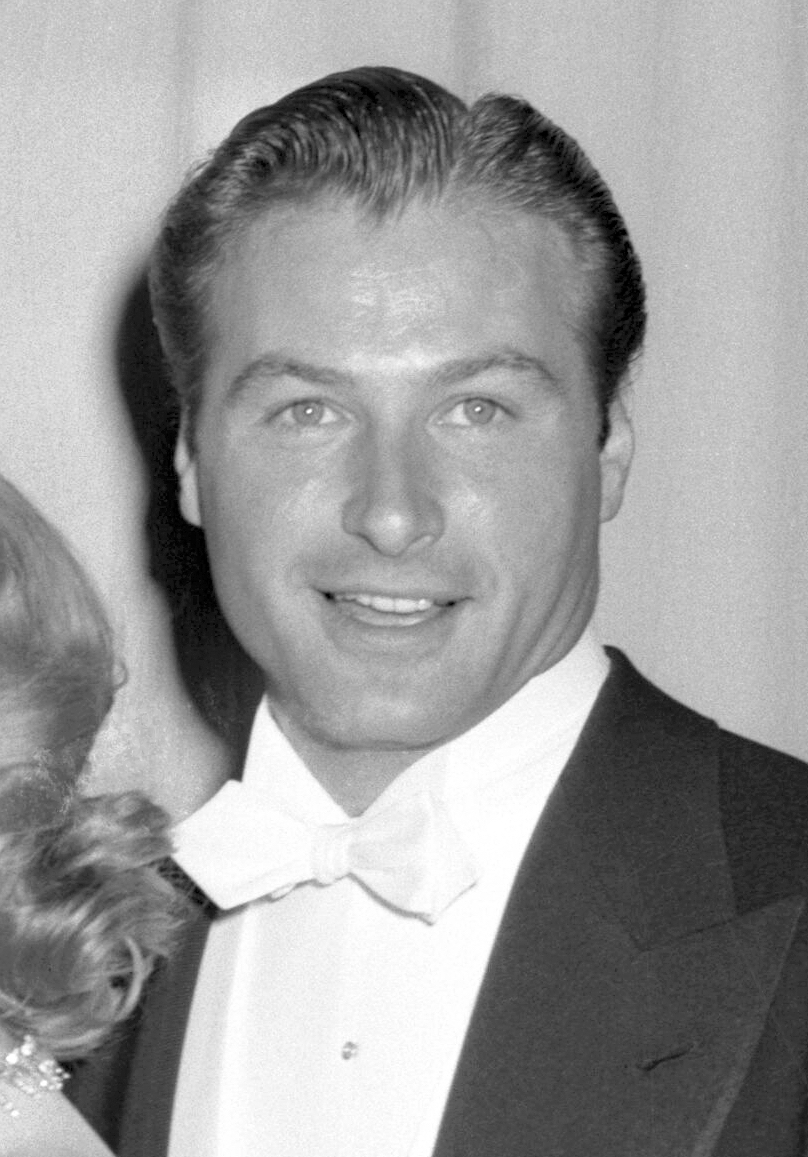
Lex Barker (1919–1973)

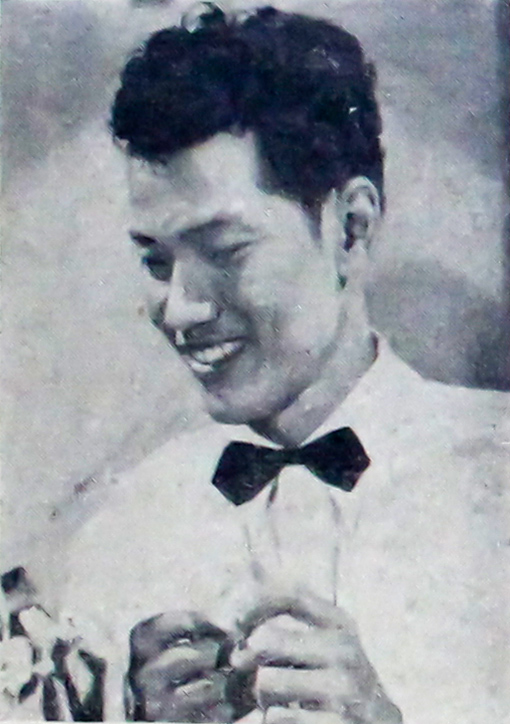
P. Ramlee (1929–1973)

- 04. April: Carmine Gallone, italienischer Regisseur (* 1886)
- 08. April: Viktor de Kowa, deutscher Schauspieler (* 1904)
- 12. April: Arthur Freed, US-amerikanischer Filmproduzent (* 1894)
- 13. April: Balraj Sahni, indischer Schauspieler (* 1913)
- 14. April: Minna Gombell, US-amerikanische Schauspielerin (* 1892)
- 20. April: Robert Armstrong, US-amerikanischer Schauspieler (* 1890)
- 21. April: Merian C. Cooper, US-amerikanischer Regisseur (* 1893)

Mai
- 11. Mai: Lex Barker, US-amerikanischer Schauspieler (* 1919)
- 12. Mai: Frances Marion, US-amerikanische Drehbuchautorin (* 1888)
- 29. Mai: P. Ramlee, malaysischer Schauspieler (* 1929)
- 31. Mai: Alexandra Sorina, russische Schauspielerin (* 1899)

Juni
- 10. Juni: William Inge, US-amerikanischer Dramatiker und Drehbuchautor (* 1913)
- 19. Juni: Gustaf Molander, schwedischer Regisseur und Drehbuchautor (* 1888)
- 22. Juni: Friedl Czepa, österreichische Schauspielerin (* 1898)
- 24. Juni: Mary Carr, US-amerikanische Schauspielerin (* 1874)
- 27. Juni: Arthur P. Jacobs, US-amerikanischer Produzent (* 1922)

### Juli bis September
Juli

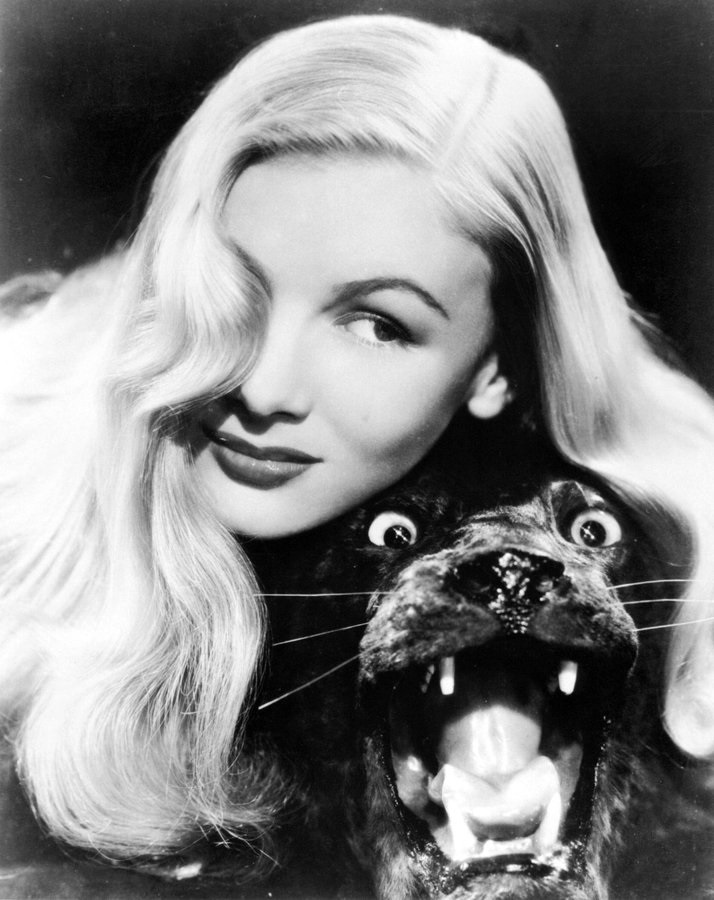
Veronica Lake (1922–1973)

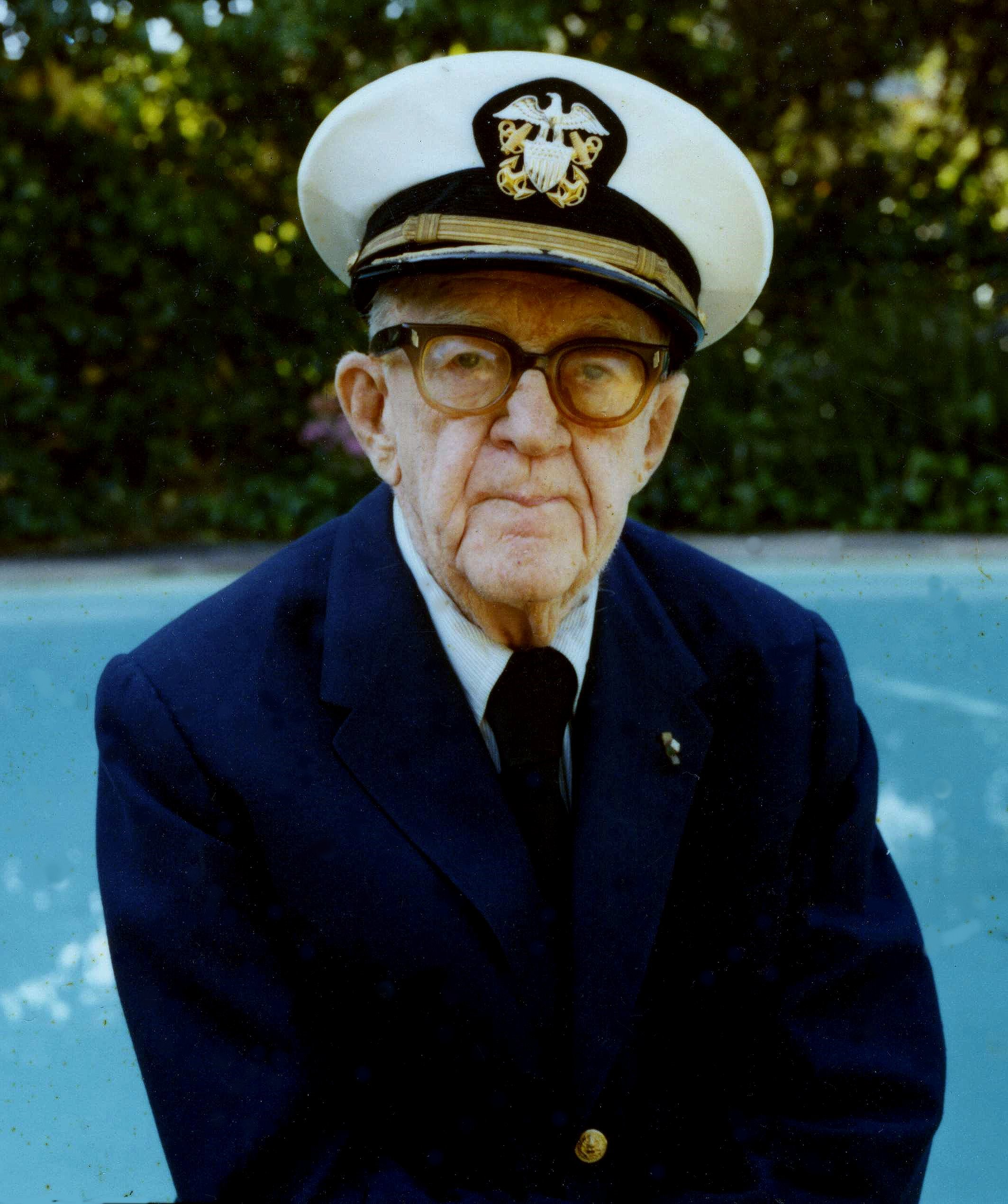
John Ford (1894–1973)

Anna Magnani (1908–1973)

- 02. Juli: Betty Grable, US-amerikanische Schauspielerin (* 1916)
- 02. Juli: George Macready, US-amerikanischer Schauspieler (* 1899)
- 05. Juli: Harry Oliver, US-amerikanischer Szenenbildner und Art Director (* 1888)
- 06. Juli: Joe E. Brown, US-amerikanischer Schauspieler (* 1891)
- 07. Juli: Veronica Lake, US-amerikanische Schauspielerin (* 1922)
- 11. Juli: Robert Ryan, US-amerikanischer Schauspieler (* 1909)
- 13. Juli: Lon Chaney junior, US-amerikanischer Schauspieler (* 1906)
- 13. Juli: Willy Fritsch, deutscher Schauspieler (* 1901)
- 18. Juli: Jack Hawkins, britischer Schauspieler (* 1910)
- 20. Juli: Bruce Lee, US-amerikanischer Schauspieler (* 1940)

August
- 02. August: Jean-Pierre Melville, französischer Regisseur (* 1917)
- 26. August: Carl Lerner, US-amerikanischer Regisseur und Filmeditor (* 1912)
- 29. August: Stringer Davis, britischer Schauspieler (* 1899)
- 29. August: Michael Dunn, US-amerikanischer Schauspieler (* 1934)
- 31. August: John Ford, US-amerikanischer Regisseur (* 1894)

September
- 13. September: Betty Field, US-amerikanische Schauspielerin (* 1913)
- 20. September: Glenn Strange, US-amerikanischer Schauspieler (* 1899)
- 22. September: Charles Previn, US-amerikanischer Komponist (* 1888)
- 26. September: Anna Magnani, italienische Schauspielerin (* 1908)

### Oktober bis Dezember
Oktober
- 05. Oktober: Sidney Blackmer, US-amerikanischer Schauspieler (* 1895)
- 18. Oktober: Walt Kelly, US-amerikanischer Trickfilmzeichner (* 1913)

November
- 03. November: Marc Allégret, französischer Regisseur (* 1900)
- 13. November: Lila Lee, US-amerikanische Schauspielerin (* 1901)
- 21. November: Armand Thirard, französischer Kameramann (* 1899)
- 23. November: Sessue Hayakawa, japanischer Schauspieler (* 1889)
- 23. November: Constance Talmadge, US-amerikanische Schauspielerin (* 1898)

Dezember
- 08. Dezember: Willy Reichert, deutscher Schauspieler (* 1896)
- 12. Dezember: Ranald MacDougall, US-amerikanischer Drehbuchautor und Regisseur (* 1915)
- 16. Dezember: Hilde von Stolz, österreichische Schauspielerin (* 1903)
- 20. Dezember: Käthe von Nagy, ungarische Schauspielerin (* 1904)
- 26. Dezember: William Haines, US-amerikanischer Schauspieler (* 1900)
- 28. Dezember: Alexander Arturowitsch Rou, sowjetischer Regisseur (* 1906)
- 29. Dezember: Willy Birgel, deutscher Schauspieler (* 1891)
- 31. Dezember: A. Edward Sutherland, britischer Regisseur (* 1895)